# Плужний снігоочисник
Плужний снігоочисник — це пристрій, який монтується на транспортному засобі, який використовується для видалення снігу та льоду з зовнішніх поверхонь, як правило, для обслуговування транспортних доріг. Незважаючи на те, що цей термін часто використовується для позначення транспортних засобів, що встановлюють такі пристрої, точніше вони називаються транспортними засобами зимових служб, особливо в районах, де регулярно випадає велика кількість снігу кожен рік або в певних середовищах, таких як аеродроми. В інших випадках пікапи та екскаватори оснащуються причепами для виконання цієї мети. У деяких регіонах, де сніг буває не часто, можна використовувати грейдери для видалення снігу та льоду з вулиць. Снігоочисні приводи також можуть встановлюватись на залізничних вагонах чи локомотивах для очищення залізничних колій.

## Історія
Перші снігоочисники були кінними клиновими плугами з дерева. З появою автомобіля, ряд винахідників намагався покращити існуючі снігові плуги. У США прилад під назвою snow-clearer, як кажуть, було запатентовано вже в 1840-х роках для залізниць. Перший сніговий плуг з мотором, був побудований в1913 році. Він був виготовлений Good Roads Machinery на Кеннетт-Сквер, штат Пенсільванія. і був розроблений, щоб відповідати вимогам, викладеним інженерами Бюро з прибирання вулиць в Нью-Йорку. Таким чином, «Добрі доріжки» неофіційно вважаються автором сучасного снігового плуга, хоча їх сталеві грейдери на конній тязі використовувались з моменту заснування компанії в 1878 році під їхнім оригінальним ім'ям American Road Machinery. Good Roads запатентував перший чотириколісний грейдер в 1889 році. На відміну від більшості ранніх виробників снігоочисника, Good Roads продовжує виробляти обладнання для прибирання снігу під назвою Good Roads Godwin, що зараз знаходиться в Дані, штат Північна Кароліна. На початку 1920-х років Good Roads часто рекламували в журналі The American City: «… три з кожних чотирьох снігоочисників, що використовуються в Сполучених Штатах, є машинами компанії Good Roads Champions». До середини 1920-х років Good Roads виробляли снігові плуги різних форм і розмірів для використання на різноманітному моторизованому обладнанні. Інші виробники снігоочисного плуга стали наслідувати приклади, оскільки моторизовані плуги були більш ефективними, ніж інші способи видалення снігу.
У 1923 році брати Ганс і Евен Овераасен з Норвегії побудували перший снігоприбирач для використання на автомобілях. Це стало початком традиції снігоочисного обладнання для доріг, залізниць  та аеропортів, а також заснування компанії «Øveraasen Snow Removal Systems». Карл Фрінк з Клейтона, Нью-Йорк, США також був раннім виробником автомобільних снігоприбиральних машин. Його компанія, Frink Snowplows, тепер Frink-America, була заснована згідно деяких документів ще в 1920 році.
Сьогодні снігоочисники виробляються численними компаніями по всьому світу і доступні для різних видів транспортних засобів, таких як сервісні вантажівки, пікапи, позашляховики та квадроцикли. Вони встановлюються, використовуючи специфічні моделі або універсальне обладнання та кріпляться до рами транспортного засобу. Є снігоочисники з ручним, електричним та гідравлічним приводом. Все необхідне монтажне обладнання зазвичай входить в комплект з ним. Відвал снігоочисника доступний в різних розмірах залежно від типу автомобіля. Сервісні вантажівки зазвичай використовують розміром 2,4 м і більше. Загальний розмір лез для вантажних автомобілів і повнорозмірних позашляховиків становить 78-96 дюймів (2,0-2,4 м). Легкі снігоочисники меншого розміру шириною 48-78 дюймів (1,2-2,0 м).

## Використовування
Снігоочисник працює, використовуючи відвал, щоб виштовхати сніг на узбіччя, щоб очистити поверхню дороги. Сучасні снігоочисники можуть включати такі засоби автоматичного контролю, як приймачі системи глобального позиціонування, дисплеї і інфрачервоні камери.
Великі спеціальні снігоочисники мають негабаритні лопаті та додаткове обладнання, таке як обертова щітка і повітродувки у задній частині снігоочисника.